# Адамини, Леоне
Леоне Адамини или Лев Фомич Адамини (18 сентября 1789, Бигоньо близ Лугано — 9 сентября 1854, Санкт-Петербург Российская империя) — русский архитектор и инженер швейцарского происхождения.

## Биография
Происходил из семьи итальянских швейцарцев, архитекторов Адамини. Сын Томмазо (Фомы Леонтьевича) Адамини (1764—1828), который вместе с ним с 1816 года был на русской службе в качестве «каменных дел мастеров» при Кабинете Его Величества. Старший брат Доменико (Дементия Фомича) Адамини, архитектора. Его двоюродным братом был архитектор и инженер Антонио (Антон Устинович) Адамини.
Из подпоручиков швейцарской службы поступил архитектором при Императорской Александровской мануфактуре, затем в 1817—1828 годах в гор. Павловске, наконец, при различных строительных комиссиях, организованных для разных сооружений, таких как, например, при Департаменте государственного хозяйства и публичных зданий министерства внутренних дел (1830—1853), при Министерстве внутренних дел Российской империи — для постройки и отделки домов у Чернышева моста и позади здания Александринского театра (1830—1835) и при Кабинете: для постройки нового каменного театра в Санкт-Петербурге (1828), по восстановлению Зимнего дворца после пожара (1838—1840), постройки дворца для великой княжны Марии Николаевны (1840—1845), возведения Исаакиевского собора (1844), перестройки Мраморного дворца (1849), больницы в память великой княгини Александры Николаевны (1845—1848), нового дома для капитула орденов (1847—1850); им же построена была и Церковь Иоанна Крестителя (костёл) в Царском Селе, в 1825—1826 гг. По его же проекту была построена Богадельня Куракиных в Павловске (1820—1821).
С 1838 по 1840 служил «каменных дел мастером» в чине титулярного советника, затем — коллежского советника, с 1848 — надворного советника.

Умер в Петербурге и похоронен на Немецком Смоленском кладбище.

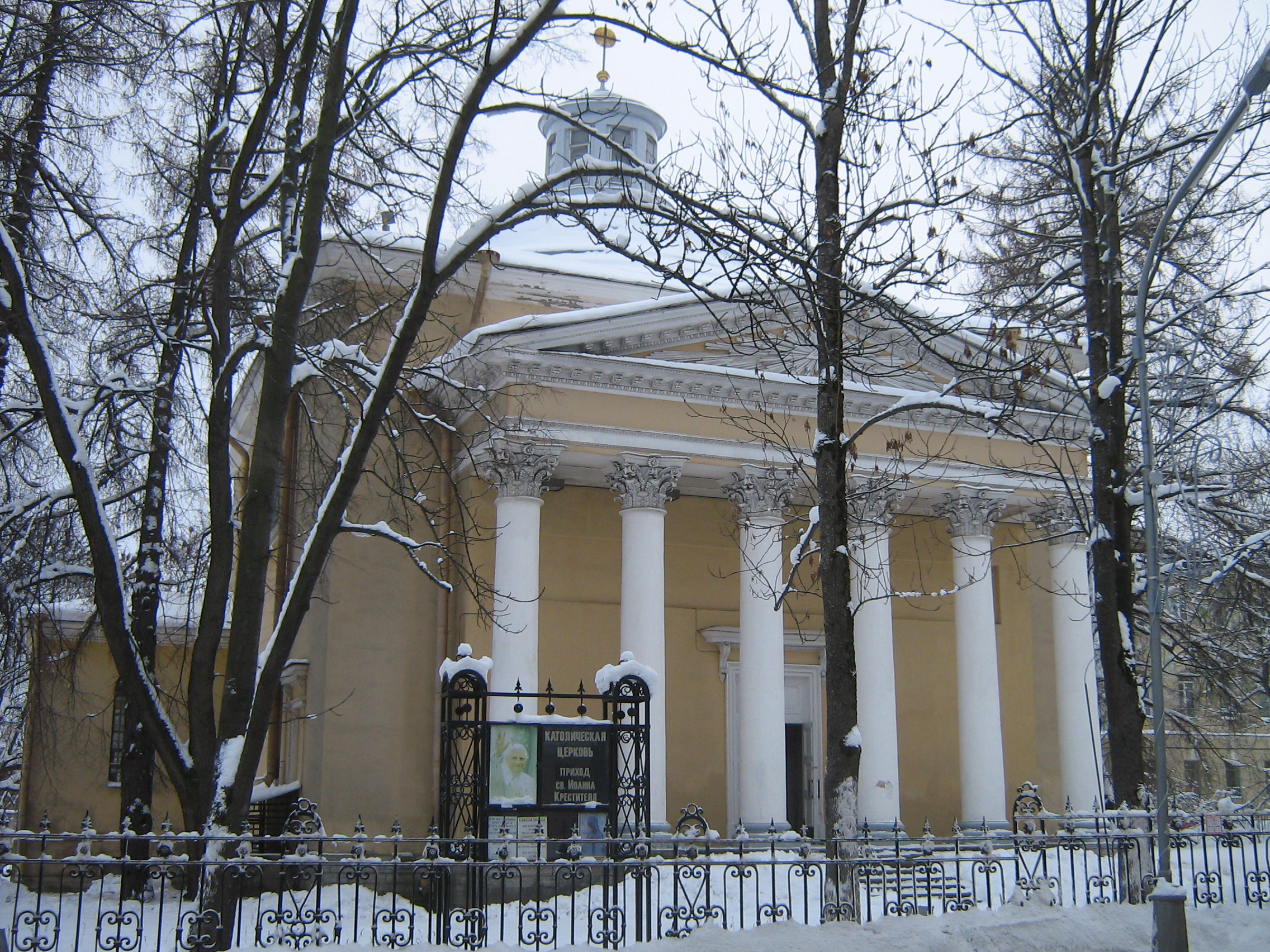
Церковь Иоанна Крестителя  в Царском Селе
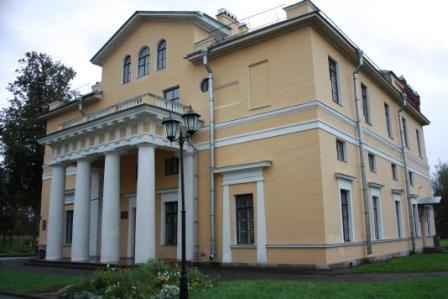
Богадельня Куракиных в Павловске (ныне Дом Детского Творчества «Павловский»)

## Награды
- Орден святой Анны 3-й степени
- Золотая медаль «За возобновление Зимнего дворца» (1839)